# Gonocarpus tetragynus
Gonocarpus tetragynus là một loài thực vật có hoa trong họ Haloragaceae. Loài này được Labill. miêu tả khoa học đầu tiên năm 1805.